# 제이미 브라운 (야구 선수)
제이미 먼로 브라운(영어: Jamie Monroe Brown, 1977년 3월 31일~)은 미국의 전직 야구 선수이다. 

## 경력
미시시피주 머리디언에서 태어났다. 2004년 메이저 리그 베이스볼의 보스턴 레드삭스 소속으로 메이저 리그 데뷔 경기를 가졌다.
2005년 일본 프로 야구의 한신 타이거스로 이적했으며 11경기에 등판했다.
2006년부터 KBO 리그 삼성 라이온즈에서 선발투수로 활동했다. 그 해 11승 9패 평균자책점 2.68을 기록하여 팀의 한국시리즈 우승에 기여하였다. 2007년 12승 8패, 평균자책점 3.33의 성적을 냈다. 
이후 삼성과 재계약이 불발되면서 LG 트윈스로 이적했다. LG 트윈스로 이적한 2008년에 단 8경기만에 1승 5패, 방어율 7.93으로 성적으로 부진에 빠지다 그 해 5월 12일 퇴출되었다. 대체용병은 로베르토 페타지니이다.